# Família augustiniana
La família augustiniana, anomenada així per Sant Agustí d'Hipona (354 – 430) és el conjunt de comunitats i ordes religiosos cristians, masculins i femenins, que viuen d'acord amb l'anomenada Regla de Sant Agustí.
Els agustinians es divideixen en dues branques principals:
- Canonges regulars i Canongesses regulars

pertanyents a diverses congregacions, algunes d'elles integrades a la Confederació de Canonges Regulars de Sant Agustí i altres independents, com els premonstratencs.
- Frares agustinians i monges agustinianes

Entre els ordes de frares i monges, es troben:
- L'Orde de Sant Agustí, orde mendicant de frares, també coneguts com a eremites de Sant Agustí, de la qual van néixer reformes que acabaren essent ordes religiosos separats, com els Agustins Recol·lectes o els Agustins Descalços
- Monges agustinianes o germanes de vida contemplativa, a partir de la qual s'originaren altres ordes femenins.
A més, hi ha diverses congregacions religioses i societats de vida apostòlica i fraternitats laiques que segueixen aquesta regla i, per tant, els ensenyaments de Sant Agustí, com les Germanes Agustines Missioneres o les Germanes de l'Empar Terciàries Agustines.
Altres ordes religiosos, sense haver estat originats en l'Orde de Sant Agustí, segueixen la Regla i, per tant, formen part de la família augustiniana. Entre aquestes, hi ha: els dominics, els jerònims, les brigidines, les ursulines, les Germanes Agustines de la Misericòrdia de Jesús, les Agustines de l'Assumpció, els alexians, els Canonges Regulars de la Congregació Hospitalera del Gran Sant Bernat, etc.